# Eulamprus kosciuskoi
Eulamprus kosciuskoi är en ödleart som beskrevs av  J. Roy Kinghorn 1932. Eulamprus kosciuskoi ingår i släktet Eulamprus och familjen skinkar. Inga underarter finns listade i Catalogue of Life.